# 木村重樹
木村 重樹（きむら しげき、1962年 - ）は日本のフリー編集者、ライター、DJ。元・和光大学総合文化学科講師（2008〜2015年まで）。

## 経歴
東京生まれ。
東京芸術大学美術学部芸術学科卒業。ペヨトル工房勤務をへて、フリー編集者に。サブカルチャー系の書籍を多数、編集している。

## 著書

### 共著・編著
- ジ・オウム　サブカルチャーとオウム真理教, プランク（椹木野衣, 木村重樹編）太田出版 1995
- 電波兄弟の赤ちゃん泥棒 : Go!go!baby crooks 村崎百郎, 木村重樹 [著] 河出書房新社 1998
- 地の果てのダンス  Dance in the Desert（清野栄一との交換メール）メディアワークス 1999
- レイヴ力 鶴見済, 清野栄一 著,　木村重樹 編 筑摩書房 2000
- サイケデリックトランスパーティハンドブック 木村重樹 編 河出書房新社 2002
- テクノ:バイヤーズ・ガイド : Selected techno discs 1983-2003 三田格 監修,　木村重樹, 金田謙太郎 編 河出書房新社 2003
- ゼロ年代+の映画 : リアル、フェイク、ガチ、コスプレ 森直人,品川亮, 木村重樹 編著 河出書房新社 2011

### 主な編集書
- 銀星倶楽部7 特集：バロウズ＋ビートニック ペヨトル工房 1987
- 銀星倶楽部9 特集：コリン・ウィルソン  ペヨトル工房 1988
- 銀星倶楽部12 特集：フィリップ・K・ディック ペヨトル工房 1989
- ハイパーアートの解剖学 布施英利 著, 冬樹社 1991
- サイベリア ダグラス・ラシュコフ 著, 大森望  訳, アスキー出版局 1995
- 鬼畜ナイト─新宿でいちばんイヤ～な夜 鬼畜ナイト実行委員会, 東京公司 編 データハウス 1996
- 電波系 根本敬, 村崎百郎 著, 太田出版 1996
- 映画秘宝 別冊：ファビュラス・バーカー・ボーイズの地獄のアメリカ観光 町山智浩, 柳下毅一郎 著, 洋泉社 1999　のち『ファビュラス・バーカー・ボーイズの地獄のアメリカ観光』 に改題／ちくま文庫 2014
- フィリップ・Ｋ・ディック　我が生涯の弁明 ロランス・スーティン 編, 大瀧啓裕 訳, アスペクト 2002
- エネマグラ教典―ドライ・オーガズム完全マニュアル クーロン黒沢, ポッチン下条  著, 太田出版 2004
- 明和電機 : ナンセンス=マシーンズ 明和電機 [作],木村重樹, 柴俊一 編 NTT出版 2004
- 200CDロックンロール・PUNK/ROCK/BLUES 鮎川誠  監修, 学習研究社 2005
- STUDIO VOICE 別冊・皆既日食ハンターズガイド INFASパブリッシング 2005
- mazurek [マズルカ]Vol.01総特集：井山大今, すきすきスウィッチ シンコーミュージック 2013
- mazurek [マズルカ]Vol.02 総特集：笹久保伸と「秩父前衛派」の世界 シンコーミュージック 2014
- ヒプノシス　ロック名盤デザイン秘話 オーブリー・パウエル [著], 島田陽子 [翻訳] シンコーミュージック 2022[1]
- 手塚治虫語辞典 竹内オサム [著] 誠文堂新光社 2023[2]

### 解説・解題
- まだ人間じゃない P・K・ディック短編集4 フィリップ・K・ディック  著, 浅倉久志, 友枝康子, 大瀧啓裕, 小川隆 訳, 早川文庫 1992・解説
- ずっと、人間のことばかり考えていた コリン・ウィルソン  著, 小川隆 訳, アスペクト 1996・解説
- 花粉戦争 ジェフ・ヌーン 著, 田中一江 訳, 早川文庫 1997・解説
- 鬼畜のススメ 世の中を下品のどん底に叩き墜とせ!! 村崎百郎のパンデミック時代を生き延びろ! 百郎文庫（電子書籍） 2020・解説「メイキング・オブ・『鬼畜のススメ』」

## DJ
神宮前Bar Bonoboにて不定期開催中の「Oyaji Knights」にて（蓮華堂SUDA、イアン・コンドリー、SEI、森本晃司、佐藤大らと共に）レジデントDJを担当。
イベント・オーガナズは、和光大学教授の上野俊哉（TOSHIYA THE TRIBAL）。

## ZINE
2019年秋の文学フリマ東京に初出店した「ウィッチンケア書店」での対面販売を主目的とした、個人制作誌《Shigeki-ZINE》。文芸創作誌『ウィッチンケア』に寄稿したエッセイに加筆・修正を施し、参考図版や関連コラムを追加した（B6判・山綴じの）小冊子。2025年春より、BASE【Kimura_ShigekiX_Store】での通信販売も開始した。

### Shigeki-ZINE
- SZ-Booklet_01: Shigeki-ZINE [2019]──印刷メディア/と/精神世界/と/サブカル（チャー）をめぐって
- SZ-Booklet_02: Shigeki-ZINE [2022]──70sロック=ギミック/ギャルバン/コスプレ
- SZ-Booklet_03: mini-Shigeki-ZINE [2023]──映画と〝悪場所〟とメタフィクション
- SZ-Booklet_04: Shigeki-ZINE [2024]──「昭和の終わり」とオルタ・カルチャーの時代
- SZ-Booklet_05: Shigeki-ZINE [2025]──ぼくがかんがえる、あおやま／むらさき／きちくけい

## 関連サイト
- 和光大学研究室
- kimura shigekix (@kimurashigekix) - X（旧Twitter）
- Future Tribe Talk メール対談／清野栄一×木村重樹